# Ungarische Badmintonmeisterschaft 2014
Die Ungarische Badmintonmeisterschaft 2014 fand am 12. und 13. April 2014 in Budapest statt.

## Sieger und Platzierte
| Disziplin    | Gold                           | Silber                               | Bronze                                             |
| ------------ | ------------------------------ | ------------------------------------ | -------------------------------------------------- |
| Herreneinzel | Gergely Krausz                 | Dániel Gradwohl                      | Kristóf Horváth                                    |
| Herreneinzel | Gergely Krausz                 | Dániel Gradwohl                      | Márton Szerecz                                     |
| Dameneinzel  | Laura Sárosi                   | Mónika Szőke                         | Orsolya Varga                                      |
| Dameneinzel  | Laura Sárosi                   | Mónika Szőke                         | Daniella Gonda                                     |
| Herrendoppel | Gergely Krausz Márton Szatzker | Csaba Szikra Zoltán Kereszti         | Levente Csiszér Pál Pádár                          |
| Herrendoppel | Gergely Krausz Márton Szatzker | Csaba Szikra Zoltán Kereszti         | Balázs Boros Ákos Varga                            |
| Damendoppel  | Laura Sárosi Réka Sárosi       | Csilla Gondáné Fórián Daniella Gonda | Orsolya Varga Ágnes Kőrösi                         |
| Damendoppel  | Laura Sárosi Réka Sárosi       | Csilla Gondáné Fórián Daniella Gonda | Lívia Jusztin-Majercsik Réka Szent-Andrássy-Sándor |
| Mixed        | Gergely Krausz Laura Sárosi    | Márton Szatzker Nikolett Bogdán      | Pál Pádár Vanda Hajdinák                           |
| Mixed        | Gergely Krausz Laura Sárosi    | Márton Szatzker Nikolett Bogdán      | János Márk Megyesi Ágnes Kőrösi                    |